# دودی الفاید
عماد الدین محمد عبد المنعم الفاید (عربی مصری: عماد الدین محمد عبد المنعم الفاید؛ ۱۵ آوریل ۱۹۵۵ – ۳۱ اوت ۱۹۹۷) یا دودی الفاید، تهیه‌کننده اهل مصر بود. وی فرزند محمد الفاید میلیاردر و تاجر مصری بود و روابط عاشقانه ای با دایانا، شاهدخت ولز داشت. او در ۳۱ اوت ۱۹۹۷ در حادثه تصادف اتومبیل در پاریس که منجر به مرگ دایانا شد، همراه او بود و کشته شد.

## زندگی‌نامه
دودی الفاید در اسکندریه در مصر زاده شد، وی فرزند بزرگ محمد الفاید مالک سابق شرکت هرودز، مالک باشگاه فوتبال فولام ، مالک هتل ریتس پاریس و مالک ۷۵ راکفلر پلازا است و مادرش سمیره خاشقجی نویسنده و روزنامه نگار اهل عربستان سعودی بود.
در سال ۱۹۸۶ او با سوزان گرگارد ازدواج کرد اما پس از هشت ماه از هم جدا شدند. در ماه ژوئیه سال ۱۹۹۷، وی با دایانا، شاهدخت ولز دیدار کرد و با او روابط عاشقانه برقرار کرد.

## فعالیت حرفه‌ای
فاید تهیه‌کننده اجرایی فیلم‌ های ارابه‌های آتش، شکستن شیشه, اف/ایکس، اف/ایکس ۲، هوک و داغ ننگ بود.

## مرگ

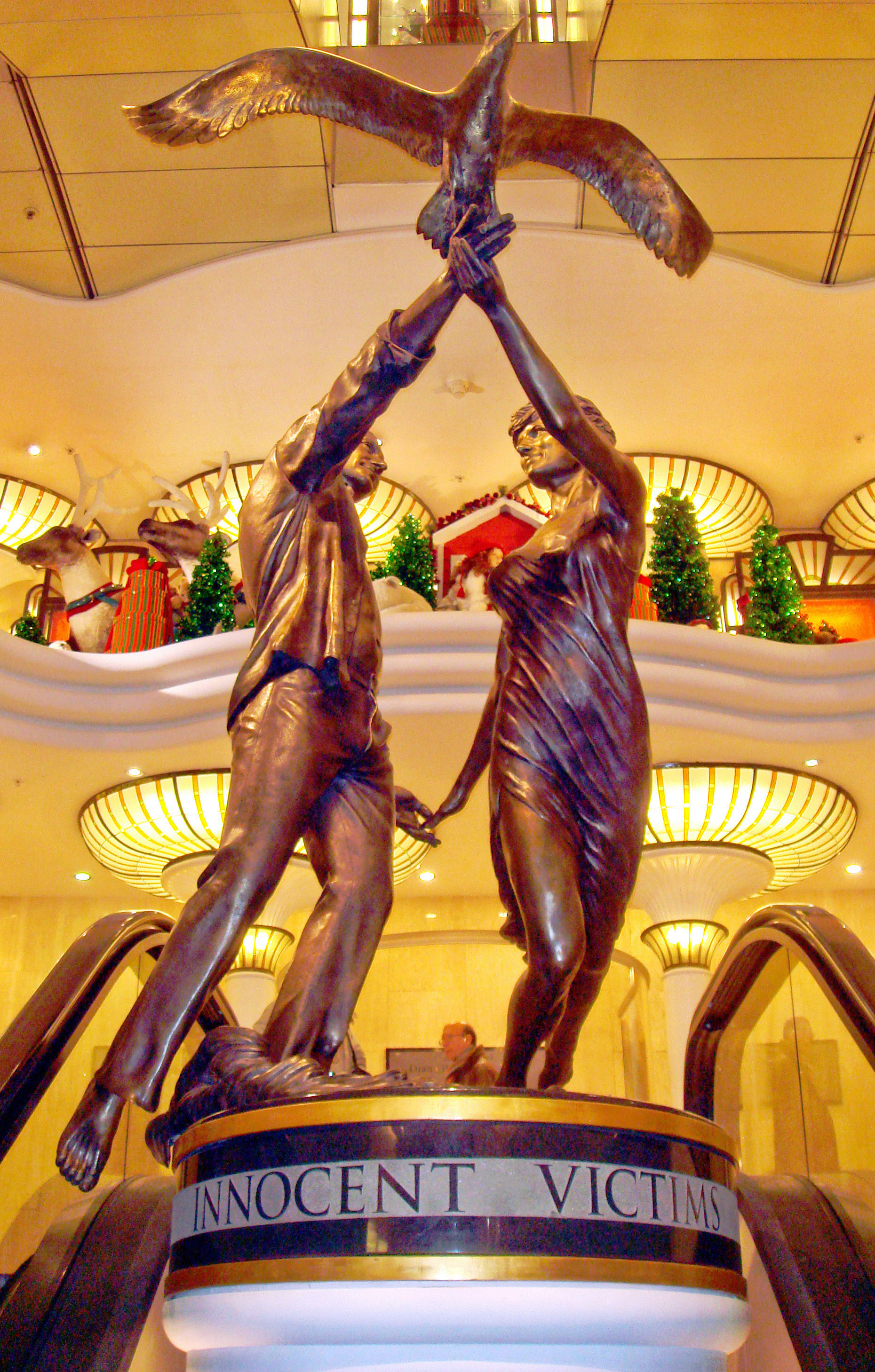
قربانیان بی‌گناه، دومین یادبود در هرودز.

دودی الفاید و دایانا در اوایل صبح روز ۳۱ اوت ۱۹۹۷، در حادثه تصادف اتومبیل در پاریس در زیرگذر پل آلما جان سپردند. هیچ‌یک کمربند ایمنی خود را نبسته بود. آنها ۹ روز از تعطیلات خود را باهم در فرانسه و ایتالیا گذرانده بودند.

## یادبودها
پدر دودی الفاید، پس از مرگ پسرش دو یادبود برای او و دایانا در هرودز ساخت.

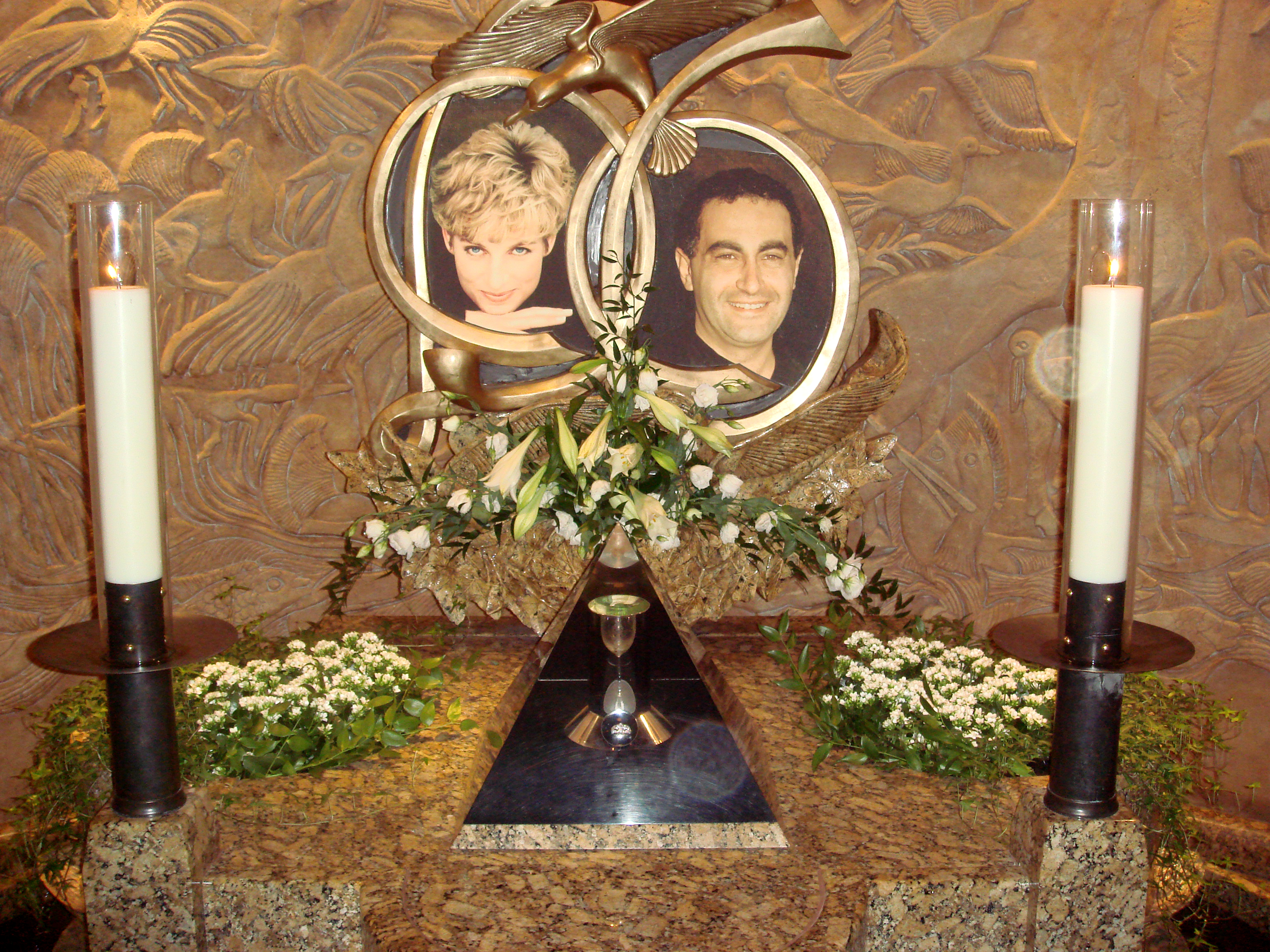
یادبود دایانا، شاهدخت ولز و دودی الفاید در هرودز.